# Hochstift und Herzogtum Verden
Das historische Territorium Verden lag nördlich der Mitte des heutigen Niedersachsens und war zunächst der Territorialbesitz des Bistums Verden. In dieser Form bestand es bis 1648. Das von den Bischöfen und dem Domkapitel verwaltete Territorium war nicht mit dem Gebiet der kirchlichen Diözese deckungsgleich, sondern umfasste nur einen Teil desselben. Es trug in dieser Zeit die Bezeichnung Hochstift Verden oder Stift Verden, wurde aber zeit seines Bestehens häufig ungenau als Bistum bzw. Fürstbistum Verden bezeichnet. Im Zuge des Westfälischen Friedens 1648 wurde es zum Herzogtum Verden säkularisiert.

## Lage
Das Territorium Verden umfasste den östlichen Teil des heutigen Landkreises Verden (die Grenze verlief zwischen Langwedel und Etelsen), den Südteil des Landkreises Rotenburg (Wümme) sowie Teile der Landkreise Heidekreis und Harburg.

## Geschichte

### Gründung
Das Bistum Verden wurde um 800 in Verden als Bischofssitz begründet und gehörte zunächst der Kirchenprovinz Mainz an. Ursprünglich mit der Abtei Amorbach im Odenwald in Personalunion, wurde das Bistum bereits im 9. Jahrhundert zum Spielball des regionalen Adels. So beförderten die Billunger bevorzugt Mönche der Abtei Corvey auf den Bischofsstuhl, oder auch Mitglieder der eigenen Familie wie Amelung und Brun I.
Das Domkapitel konnte bereits um 890 eine vermögensrechtliche Trennung gegenüber dem Bischof durchsetzen.

### Hochmittelalter
Im ausgehenden 10. Jahrhundert (985) erhielt der Bischof Markt-, Münz-, Zoll- und Bannrecht im Sturmigau – wie die Region des heutigen Landkreises Verden und des Altkreises Rotenburg damals genannt wurde – von Kaiser Otto III., vertreten durch seine Mutter Kaiserin Theophanu, verliehen, was zur Grundlage einer künftigen Landesherrschaft wurde. Im Jahr 1195 ließ Bischof Rudolf von Holle als Bollwerk gegen die Bremer Erzbischöfe die Burg Rotenburg (Wümme) errichten, die in der Folgezeit wiederholt als Residenz genutzt wurde. Nachdem im frühen 13. Jahrhundert zumeist einheimische Bischöfe gewirkt und sich in regionale Konflikte verwickelt hatten, wurde das Bistum seit dem 14. Jahrhundert durch päpstliche Provisionen gegängelt. Das stärkte allerdings den Einfluss des Domkapitels, zumal die Bischöfe nun zumeist Landfremde waren.
Das Hochstift Verden gehörte, wie die benachbarte Grafschaft Hoya zum Niederrheinisch-Westfälischen Reichskreis. Die ebenfalls benachbarten Territorien Braunschweig-Lüneburg und Bremen wurden hingegen zum Niedersächsischen Reichskreis gerechnet. Das Verdener Territorium umfasste etwa den Ostteil des heutigen Landkreises Verden (Altkreis Verden), den Südteil des Landkreises Rotenburg sowie Teile des Landkreises Heidekreis.

### Reformationszeit
Seit 1558 bahnte sich im Bistum und Hochstift der Konfessionswechsel an, der mit dem Erlass einer Kirchenordnung durch den Administrator Eberhard von Holle 1568 als abgeschlossen gelten kann. Im Dreißigjährigen Krieg zog 1630 als Folge des Restitutionsedikts mit Franz Wilhelm von Wartenberg erneut ein katholischer Bischof in Verden ein, der sich jedoch lediglich bis 1634 halten konnte. Die katholische Kirche wurde seitdem nur noch durch das Apostolische Vikariat des Nordens repräsentiert.
Heinrich Rimphoff, Pastor primarius ab 1638 am Dom zu Verden und ab 1642 Superintendent über das Bistum Verden, wurde 1651 zum Konsistorialrat über das Herzogtum Verden ernannt.

### Fürstentum Verden
1648 wurde das Hochstift im Westfälischen Frieden endgültig säkularisiert als Herzogtum und an die schwedische Krone übertragen, womit die Existenz des Stiftes und des Bistums ein Ende fand. Von 1648 bis 1712 verblieb es mit Unterbrechung von 1675 bis 1679 zusammen mit dem Gebiet des ehemaligen Erzstifts Bremen als „Herzogtümer Bremen und Verden“ (formal jedoch Herzogtum Bremen und Fürstentum Verden) mit Sitz in Stade bei Schweden.
Im Schwedisch-Brandenburgischen Krieg von 1675 bis 1676 wurde Verden in einem Feldzug durch mehrere Staaten des Heiligen Römischen Reiches und Dänemark erobert und blieb bis zum Kriegsende 1679 in alliiertem Besitz.
1712 eroberte es Dänemark, das es 1715 an das Kurfürstentum Braunschweig-Lüneburg verkaufte. Schweden erkannte die Gebietsabtretung durch Dänemark im Hamburger Vergleich an.
Das Fürstentum Verden verlor mit der Auflösung des heiligen Römischen Reiches 1806 seine Bedeutung als Reichsstand. Nach Besetzungen und Annexion in den napoleonischen Kriegen kam es nach Frankreichs Niederlage wieder zu Hannover. Das Fürstentum Verden wurde 1823 auch formal aufgelöst und mit dem Herzogtum Bremen und dem Land Hadeln als Landdrostei Stade eine hannoversche Verwaltungseinheit, jedoch mit einer Beteiligung der getrennt fortbestehenden Stände Verdens, Bremens und Hadeln an der Verwaltung. 1864 wurden die beiden ersteren Stände durch hannoversches Gesetz zur Landschaft der Herzogtümer Bremen und Verden zusammengelegt und ihr Aufgabengebiet neu festgelegt.
Mit Hannover wurde die Landdrostei 1866 durch Annexion Teil der preußischen Provinz Hannover. Am 1. April 1885 wurde die Landdrostei Stade gemäß preußischer Verwaltungspraxis zum Regierungsbezirk Stade. Im Jahre 1946 wurde das Land Hannover Teil Niedersachsens, in dem der Regierungsbezirk Stade bis 31. Januar 1978 fortbestand. Heute existiert auf dem Gebiet der ehemaligen Herzogtümer Bremen und Verden der Landschaftsverband Stade sowie die Landschaft der Herzogtümer Bremen und Verden, heute v. a. als Träger einer territorial abgegrenzten öffentlichen Feuerversicherung im Rahmen der VGH Versicherungen tätig.

## Wappen
Blasonierung: „In Silber ein schwarzes fußgespitzes Tatzenhochkreuz (sogenanntes „Nagelkreuz“).“
Die älteste Abbildung des Kreuzes ist auf einem Siegel aus dem Jahr 1338 zu finden.